# Virginia Tedeschi-Treves
Virginia Tedeschi-Treves, nota anche con lo pseudonimo di Cordelia (Verona, 22 marzo 1849 – Milano, 7 luglio 1916), è stata una scrittrice e giornalista italiana.

## Biografia
Nata a Verona nel 1849 in una famiglia benestante, era figlia di Fanny Modena e di Guglielmo Tedeschi, commerciante e socio della casa editrice veronese Drucker & Tedeschi. Dopo il matrimonio nel 1870 con Giuseppe Treves, comproprietario col fratello Emilio dell'omonima casa editrice (Fratelli Treves), diede vita a un salotto letterario frequentato dai principali letterati dell'epoca. Contemporaneamente iniziò una fortunata carriera di scrittrice per "signore" e bambini con lo pseudonimo di "Cordelia" e di direttrice di riviste di moda.
Alla morte del marito, nel 1904, entrò a far parte del Consiglio di amministrazione della casa editrice costituitasi società anonima.

## Opere principali
- Il regno della donna, Milano, Treves, 1879
- Vita intima: bozzetti, Milano, Treves, 1881
- Catene: racconto, Milano, Treves, 1882
- Il castello di Barbanera, Milano, Treves, 1883
- Prime battaglie; Villa Eugenia, Milano, Treves, 1883
- Nel regno delle fate: fiabe, con illustrazioni di Edoardo Dalbono, Milano, Treves, 1884
- Racconti di Natale, Milano, Treves, 1885
- Mentre nevica: racconti dell'amica dei bimbi, Milano, Treves, 1886
- Per la gloria: romanzo, Milano, Treves, 1886
- Alla ventura: racconto fantastico, Milano, Treves, 1889
- Forza irresistibile: romanzo, Milano, Treves, 1889
- Casa altrui, Milano, Treves, 1890
- Il mio delitto: romanzo, Milano, Treves, 1890
- Il regno della donna, Milano, Treves, 1890
- Piccoli eroi: libro per i ragazzi, con illustrazioni di Arnaldo Ferraguti, Milano, Treves, 1891 (ristampato almeno fino al 1932)[3]
- Mondo piccino: racconti dell'amica dei bimbi, Milano, Treves, 1893
- I nostri figli, Milano, Treves, 1894
- Nel regno delle chimere: novelle fantastiche, Milano, Treves, 1898
- L'incomprensibile: romanzo, Milano, Treves, 1900
- Verso il mistero: novelle, Milano, Treves, 1905
- L'ultima fata: fiabe, con 37 illustrazioni a due colori di Duilio Cambellotti, Firenze, Bemporad & figlio, 1909
- I nipoti di Barbabianca: racconto, con disegni di Edoardo Matania, Milano, Treves, 1912
- Le donne che lavorano, Milano, Treves, 1916